# Ruotsin Sanomat
Ruotsin Sanomat var en finskspråkig dagstidning som utgavs i Sverige 2003–2005 och som mest hade cirka 6000 prenumeranter. Den var efterföljare till tidningen Viikkoviesti. Tidningen skrev inte bara om Finland, utan publicerade mest svenska och allmänna nyheter. Den gick i konkurs 2005.

## Grundande
Ruotsin Sanomat började ges ut i Stockholm 1 september 2003. Chefredaktör, ansvarig utgivare och delägare var Jukka Tuurala. Han liksom nyhetschefen Ari Setälä hade arbetat med föregångaren Viikkoviesti. Utgångsupplagan var 7 000 och sidantalet 16–28 och 19 heltidstjänster inrättades vid grundandet. Prenumeranter, annonser och presstöd, samt engagemang och förankring hos läsekretsen, planerades göra tidningen ekonomiskt bärkraftig.

## Konkurs
Tidnings AB Viikkoviesti, som gav ut Ruotsin Sanomat, försattes i konkurs 2005. Tidningen hade då en upplaga på cirka 2 700 och cirka 25 anställda. Den hade haft ekonomiska problem under hela utgivningstiden. Skulderna hos Skatteverket uppgick årsskiftet 2004/2005 till omkring 700 000 kronor. Konkursförvaltarens arbete resulterade inte i något bud på tidningen.

## Föregångare
Sverige hade en finskspråkig dagstidning 22 år före Ruotsin Sanomat. Den hette Finn Sanomat, och gavs ut i Göteborg  men upphörde 1981.